# Scleropages aureus
Scleropages aureus är en fiskart som beskrevs av Pouyaud, Sudarto och Guy G. Teugels 2003. Scleropages aureus ingår i släktet Scleropages och familjen Osteoglossidae. Inga underarter finns listade i Catalogue of Life.